# Revolta iemenita de l'Emirat de Còrdova
La revolta iemenita de l'Emirat de Còrdova fou una revolta dels iemenites encapçalada per Sulayman ibn Yaqdhan al-Kalbí al-Arabí, valí de Barcelona, contra l'emir Abd-ar-Rahman I ad-Dàkhil a la Frontera Superior d'al-Àndalus durant el final del segle viii.

## Antecedents
Amb l'arribada dels omeies a al-Àndalus apareixen els primers assajos de revolta a la Frontera Superior. En aquesta regió s'hi havien establert principalment iemenites, i la distància respecte del centre de poder cordovès afavorí que sorgissin nuclis sediciosos ja a partir de la proclamació de l'emir Abd-ar-Rahman I. L'emir, que era de llinatge omeia, també hagué de resistir ser blanc de la persecució dels abbàsides de Damasc. Així, després de la temptativa de sedició abbàsida, es preparà per anar a Damasc a venjar-se, però la rebel·lió iemenita li ho impedí.

## Desembarcament d'al-Fihri
Abd-ar-Rahman ibn Habib al-Fihri, conegut amb el nom de l'Esclabí, arribà a al-Àndalus el 777 i desembarcà a la Cora de Tudmir amb deu vaixells grans i el beneplàcit d'Atanagild. Arribava per parlamentar amb al-Arabí, valí de Barcelona revoltat contra l'emir Abd-ar-Rahman I ad-Dàkhil, i enviat pel califa de Damasc, abbàsida, per eliminar el darrer reducte omeia. Però l'Esclabí no aconseguí el suport d'al-Arabí, i en la seva retirada l'estol fou incendiat i les seves forces envoltades a unes muntanyes pròximes a València després de fer estralls per la contrada més d'un any.

## Inici de la revolta
Els valís Sulayman al-Arabí de Barcelona i Hussayn al-Ansarí de Saragossa promogueren un aixecament contra l'emir Abd-ar-Rahman I, i amb tal efecte teixiren una aliança amb els francs acordada a la Dieta de Paderborn (777) amb el suport d'Abu-Tawr, valí d'Osca. Abd-ar-Rahman envià el general Thalaba i posà setge a Saragossa. Els saragossans, però, resistiren el setge, i Thalaba fou capturat i enviat com a ostatge a Carlemany.

## La intervenció de Carlemany
Carlemany havia emprès una sèrie d'agressives campanyes militars destinades a expandir les seues fronteres. D'aquesta manera va sotmetre els llombards, a Alemanya va sotmetre els saxons, i va portar la guerra fins a Hongria, on va destruir els àvars establerts a la Panònia per sempre. Un cop va creure que els saxons estaven definitivament sotmesos, va acceptar l'oferta de pacte de l'Arabí a Paderborn. Les pretensions de Carlemany eren d'aconseguir el domini de Saragossa, però els musulmans revoltats només estaven disposats a establir una aliança a canvi del suport militar, car el seu objectiu era de restaurar el poder del Califat Abbàssida a al-Àndalus.
Així doncs, Carlemany emprengué la campanya contra Hispània. Dos exèrcits es van trobar a Saraqusta el 778. El primer, amb tropes neustríaques, va travessar el Pirineu occidental, i el segon, compost per austríacs, llombards i burgundis, va travessar el Pirineu oriental, capturant Barcelona i Pamplona, al qual es van unir les tropes de al-Arabí, valí de Barcelona.

## El setge franc de Saragossa
Arribats a Saragossa, al-Ansarí i els saragossans refusaren de lliurar Saragossa a Carlemany i els francs, tot al·legant que ell, personalment, no havia promès res. Sembla que Hussayn només volia l'aliança dels francs contra Còrdova, però no pas sotmetre-s'hi, i així Carlemany va assetjar la ciutat, però va haver de marxar d'Hispània d'imprevist per controlar una rebel·lió dels saxons. L'emperador va prendre com a ostatges alguns dels aliats que l'havien informat malament, entre els quals al-Arabí, i va deixar el tribut i el presoner amb Rotlan, prefecte del Marquès de Bretanya, a la rereguarda, mentre el gros de l'exèrcit s'apressava cap al Rin.

## La batalla de Roncesvalls
En la retirada, Matruh i Ayxun, fills d'al-Arabí, van poder rescatar-lo i tornar a Barcelona, però una vegada allà, al-Arabí fou capturat i morí per ordre d'al-Ansarí. Carlemany va fer enderrocar les muralles de Pamplona, cosa que va irritar als bascos, que van parar una emboscada als francs al pas de Roncesvalls en la batalla de Roncesvalls, l'única gran desfeta dels exèrcits de Carlemany. Els bascos, amb mal armament, van usar l'avantatge del terreny, i van destruir la rereguarda franca.
Ayxun fugí a Narbona, i més tard s'uní a l'emir per combatre al-Ansarí, el botxí de son pare.

## El setge final de Saragossa
Finalment, l'emir Abd-ar-Rahman I oferí a al-Ansarí el govern de Saragossa i va assassinar al-Arabí. Però dos anys després de rebre el govern de Saragossa, al-Ansarí va trencar relacions amb Abd-ar-Rahman I i va establir una ciutat estat independent a la Frontera Superior d'al-Àndalus. El 781, l'emir va enviar l'exèrcit comandat pel mateix Thalaba a Saragossa, i amb trenta-sis màquines de setge la muralla de granit blanc va rebre la descàrrega omeia fins que els soldats cordovesos van entrar en la ciutat frustrant els desitjos d'independència saragossans. A canvi de prometre lleialtat, al-Ansarí va conservar el càrrec.

## Conseqüències
La revolta iemenita va ser fallida i l'emir de Còrdova, Abd-ar-Rahman I ad-Dàkhil, va mantenir íntegres els seus dominis.
Després d'ocupar Saragossa, Thalaba va hostilitzar el país dels vascons atacant Pamplona, i es va dirigir cap a l'est, atacant els dominis de Galindo Belascotenes, senyor de les terres de Sobrarb, assetjant i enrunant el castell de Galindo (de localització desconeguda) i encalçant per les muntanyes els qui s'hi havien fet forts.
El pla dels francs de conquerir Hispània fou frustrat, i així renunciaren a capturar Saragossa i les terres dels vascons. En canvi, la frontera franca es va anar expandint lentament per l'est i així s'anaven creant els comtats de Girona, Cardona, Osona i Urgell, inclosos dins el ducat de Septimània i, més tard, de Gòtia, part de la sovint anomenada Marca Hispànica.